# Rockdelux
Rockdelux és una revista de música fundada a Barcelona el 1984. Va sorgir de les cendres de la publicació Rock Espezial, que, al seu torn, havia estat creada el 1981 per part de l'equip de Vibraciones, capçalera de referència els anys 70.
La seva periodicitat és mensual i el contingut és especialitzat, amb inclinació per les noves tendències del pop-rock alternatiu i independent, però sense desatendre els creadors clàssics i les figures de culte atemporals. La revista és dirigida per Santi Carrillo, Juan Cervera i Francesc Vaz, i el seu coordinador de redacció és Miquel Botella.
El 2011 presentà la seva nova web amb els continguts de la revista de paper i una botiga virtual.
El 4 de maig de 2020, Rockdelux va publicar l'última edició de la revista i va anunciar el seu tancament al·legant problemes econòmics agreujats per la crisi del coronavirus.

## Història
Nascuda al novembre de 1984 i hereva de Vibracions i Rock Espezial, Rockdelux s'ha caracteritzat sempre per comptar amb els millors periodistes musicals nacionals. La major part dels crítics amb més reputació de periòdics, ràdios o programes de televisió ha passat en algun moment de la seva trajectòria per Rockdelux. Elogiada pel seu criteri rigorós, en els últims vint anys ha estat guardonada com a millor revista musical per Radio 3, Cadena Ser, Diario Vasco, el certamen Iberpop o altres grans mitjans. Les seves edicions especials amb les llistes dels millors discs i 
les seves col·laboracions en la direcció artística en festivals de prestigi com BAM (de 1995 a 1999) o, des de 2002, Primavera Sound han confirmat a Rockdelux com a mitjà de referència en la premsa musical espanyola i llatinoamericana.

## Premis
- Guanyador dels premis ARC 2014 a "PREMI ESPECIAL DE RECONEIXEMENT"[10]